# Albin Bergstrand
Nils Albin Gudmundsson Bergstrand, född den 5 april 1868 i Väsby församling, Malmöhus län, död den 7 september 1953 i Helsingborg, var en svensk präst.
Bergstrand blev student vid Lunds universitet 1887, avlade filosofie kandidatexamen där 1890, praktisk teologisk examen 1894 och prästexamen samma år. Han hade prästerliga förordnanden i Malmö Sankt Pauli 1896, i Malmö Sankt Petri 1897–1902, och regementspastor vid Norra skånska infanteriregementet 1907–1915. Bergstrand var lärare vid Tekla Åbergs högre läroverk för flickor i Malmö 1896–1902 och adjunkt vid högre allmänna läroverket i Helsingborg 1902–1915. Han var kyrkoherde i Allerums och Fleninge församlingar 1915–1943 och kontraktsprost i norra Luggude 1933–1938. Bergstrand var ledamot av läroverkens granskningskommitté beträffande läroböcker i kristendom 1907–1915 och av katekesnämnden 1912–1917. Han publicerade Den kristna tros- och sedeläran för de allmänna läroverkens mellanklasser (1909, fjärde upplagan 1925) och I morgonväkten (1909). Bergstrand blev ledamot av Nordstjärneorden 1934.